# Прикарпатський національний університет імені Василя Стефаника
Карпатський національний університет імені Василя Стефаника є одним з найстаріших вищих навчальних закладів Івано-Франківської області. Згідно з указом Президента України від 26 серпня 1992 р. його створено на базі педагогічного (колишнього Станіславського учительського) інституту, заснованого 15 квітня 1940 р. згідно з постановою Ради Народних Комісарів №461.За роки свого існування, навчальний заклад підготував велику кількість фахівців, які працюють у державних адміністраціях, виборчих органах, різних галузях господарства, науки, культури й освіти України.

## Сучасність

### Структура університету
Навчальний заклад має у своєму складі розширену систему структурних підрозділів, які забезпечують навчально-виховну роботу: 11 факультетів — факультет іноземних мов, факультет психології, факультет математики та інформатики, економічний факультет, фізико-технічний факультет, факультет фізичного виховання і спорту, педагогічний факультет, факультет філології, факультет історії, політології і міжнародних відносин, факультет природничих наук, факультет туризму; 4 інститути — навчально-науковий юридичний інститут, навчально-науковий інститут мистецтв, Коломийський навчально-науковий інститут (м. Коломия), інститут післядипломної освіти та довузівської підготовки, 1 коледж — відокремлений структурний підрозділ "Івано-Франківський фаховий коледж Прикарпатського національного університету імені Василя Стефаника», 76 кафедр, на яких станом на грудень 2023 р. працюють 197 докторів наук, професори, з них 23 — за зовнішнім сумісництвом, 549 кандидатів наук, доцентів, з них 43 — за зовнішнім сумісництвом. Функціонують також центр забезпечення якості, навчально-науковий центр дистанційного навчання та моніторигну освітньої діяльності, інформаційно-обчислювальний центр, Науковий парк «Прикарпатський університет», навчально-методичне управління, науково-дослідна частина, Дендрологічний парк, Ботанічний сад та ін. До послуг працівників та студентів університету Наукова бібліотека, спортивно-оздоровчий комплекс «Смерічка», стадіон «Наука», спортивний комплекс «Олімп» та ін.

### Програми підготовки
Університет пропонує здобувачам освіти програми підготовки:
- за 8 освітніми програмами фахового молодшого бакалавра;
- за 94 освітньою програмою рівня бакалавра;
- за 67 освітніми програмами рівня магістра;
- за 29 освітньо-науковими програмами підготовки докторів філософії;
- за 18 спеціальностями підготовки докторів наук.

За кошти державного бюджету вищу освіту на освітніх рівнях здобувають близько 5150 студентів. Триває процес переоформлення ліцензій за певними рівнями вищої освіти та освітніми програмами.
За результатами активної наукової, навчальної, волонтерської, громадської та організаційної роботи студенти здобувають стипендії міжнародних та українських стипендіальних фондів: Стипендії Інституту Східноєвропейських досліджень; Фундації Лозинських (США); фонду «Повір у себе», стипендіальної програми «Завтра.UA», програми "Україна-Хорватія: 10 кроків назустріч.
Підготовка наукових і науково-педагогічних кадрів здійснюється також у докторантурі й аспірантурі університету на 10 факультетах і 2 інститутах. На сьогодні в аспірантурі університету ліцензовано 28 спеціальностей підготовки докторів філософії через аспірантуру та 18 спеціальностей докторантури.

### Наука
У 2023 році науково-педагогічними працівниками університету виконувалося 19 проектів. Із них, 11 проектів за рахунок коштів загального фонду державного бюджету та 8 проектів — за рахунок спеціального фонду.
До науково-дослідної роботи залучаються також студенти Університету. Результати досліджень апробуються на щорічній звітній конференції, кращі з доповідей публікуються в збірнику праць «Еврика», а також у наукових журналах, що входять до наукометричних баз даних, фахових виданнях України. Так, в 2023 році студентами університету опубліковано 807 наукових публікацій. Кафедрами університету разом із студентськими громадськими організаціями проводяться наукові заходи, спрямовані на апробацію та оприлюднення результатів студентської наукової роботи.

### Рейтинги
Успішність університету відображена в національних та міжнародних рейтингах вищих навчальних закладів таких як Міжнародний рейтинг «Топ-200 Україна», «QS World Universiti Ranking», рейтинг вищих навчальних закладів України за показниками наукометричної бази даних Scopus тощо.
За рейтингом «Найкращі заклади освіти Івано-Франківська» Прикарпатський національний університет посів перше місце, а серед закладів вищої освіти Західного регіону України – четверте.
За результатами консолідованого рейтингу закладів вищої освіти України в 2023 році Прикарпатський університет посідає 7 місце серед 239 університетів України і 5 місце в рейтингу класичних університетів України. Отриманий результат підсумував рейтингові місця навчальних закладів за версією «Топ-200 Україна», «Scopus», «Бал ЗНО на контракт».
У вебометричному рейтингу університетів світу за 2024 рік (Webomentrics Ranking of World's Universities), за яким аналізують ступінь представлення діяльності університетів в Інтернет-просторі, Прикарпатський національний університет посів 5 місце серед 299 закладів вищої освіти України.
У рейтингу SCImago Institutions Rankings за 2023 рік університет посів 5 місце серед 44 вітчизняних закладів вищої освіти та науково-дослідних установ. SCImago Institutions Rankings оцінює наукові організації за 17 індикаторами та аналізує ЗВО і науково-дослідні установи за композитним індикатором (результати досліджень, рівень розвитку міжнародного співробітництва, нормалізований імпакт і кількість публікацій).
За результатами міжнародного рейтингу U-Multirank 2023 університет зайняв 7 місце серед 93 закладів вищої освіти України.
Міжнародний каталог вищої освіти та пошукова система UniRank University Ranking у рейтингу українських університетів 2024 року зі 192 українського вищого навчального закладу включив Прикарпатський національний університет на 9 місце.
В академічному рейтингу закладів вищої освіти України «Топ-200 Україна 2023", підготовленому Центром міжнародних проєктів «Євроосвіта» в партнерстві з міжнародною групою експертів IREG Observatory on Academic Ranking and Excellence, університет зайняв 11 місце.
У квітні 2023 року сайтом Освіта.ua здійснено наукометричний моніторинг суб'єктів науково-видавничої діяльності України за показниками бази даних SciVerse Scopus, на підставі якого складено рейтинг українських закладів вищої освіти. Загальне місце Прикарпатського національного університету імені Василя Стефаника у рейтингу Scopus — десяте. База даних Scopus постійно індексує понад 20 тисяч наукових видань з технічних, медичних і гуманітарних наук. До цієї бази також потрапляють публікації наукових журналів, матеріали конференцій і книжкових видань. У рейтинговій таблиці українські університети ранжовані за індексом Гірша – кількісним показником, що базується на числі наукових публікацій і кількості їх цитувань.
У 2023 р. наш навчальний заклад вперше увійшов до міжнародного рейтингу UI GreenMetriс – рейтингу ефективності університетів у сфері сталого розвитку, що нараховує 6 категорій індикаторів середовища (облаштування та інфраструктура, енергія та зміни клімату, поводження з відходами, вода, транспорт, освіта та дослідження) і посів 11 місце серед закладів вищої освіти України.

### Міжнародне співробітництво
Університет реалізує 12 безкоштовних магістерських програм подвійних дипломів із навчальними закладами Республіки Польща.
Науковці університету беруть участь у міжнародних освітніх проектах, програмах, конкурсах, проводять стажування в закордонних університетах. Реалізовуються міжнародні освітні проєкти та програми, ведеться пошук грантодавців. З іншого боку, з метою проведення для студентів лекцій, тренінгів, воркшопів, проходження стажувань до нашого вишу приїжджають науковці та представники дипломатичних установ.
У рамках програми транскордонного співробітництва (ЄС) Польща-Білорусь-Україна 2014—2021 університет відновлює астрономічно-метеорологічну обсерваторію на горі Піп Іван (Чорногірський хребет, Карпати) та створює Міжнародний науковий центр «Обсерваторія». У селі Микуличин (Карпати) будується Міжнародний центр зустрічей молоді України та Польщі за підтримки державного інвестиційного гранту.
Університет в якості асоційованого партнера підписав меморандум про взаєморозуміння з міжнародним альянсом європейських університетів European Digital UniverCity (EDUC).

## Корпуси і кампуси
До студентського містечка входить 6 гуртожитків на 2700 ліжко-місць. У структурі студентського містечка функціонує читальний зал на 86 місць, кімнати самопідготовки, медичний пункт, тренажерні зали, спортивні майданчики, місця для відпочинку.
Мешканці всіх гуртожитків мають можливість підключення до глобальної мережі Інтернет. У кожному гуртожитку організовані та функціонують органи студентського самоврядування (студентські ради). Медичне обслуговування студентів університету здійснюється у медичному пункті, розташованому в 4-му гуртожитку, а також у державних та комунальних закладах охорони здоров'я Івано-Франківська.

## Історія

### Назви
- Станіславський учительський інститут (1940—1952);
- Станіславський педагогічний інститут (1950—1962);
- Івано-Франківський педагогічний інститут (1962—1971);
- Івано-Франківський педагогічний інститут імені Василя Стефаника (1971—1992);
- Івано-Франківський державний педагогічний інститут імені Василя Стефаника (1992);
- Прикарпатський університет імені Василя Стефаника (1992—2004);
- Прикарпатський національний університет імені Василя Стефаника (2004—2025);
- Карпатський національний університет імені Василя Стефаника (з 2025).

### Заснування Станіславського учительського інституту
Організація першого вищого навчального закладу на Прикарпатті в лютому-березні 1940 р. була пов'язана зі гострою нестачею учительських кадрів, що виникла після приєднання Східної Галичини до складу УРСР у зв'язку з перебудовою освітньої системи краю.
Проблему нестачі педагогів не вдалося вирішити ані організацією семінарів для вчителів у жовтні 1939 р., ані залученням спеціалістів зі сходу України. Тому восени 1939 р. органи місцевої влади звернулися до уряду УРСР щодо відкриття в Станіславі учительського інституту. Після позитивного рішення, з січня 1940 р. розпочалася відповідна підготовка. Вже 27 лютого закінчився набір студентів, а з 1 березня 1940 р. у Станіславському учительському інституті розпочався навчальний процес.
Інститут розташовувався в недобудованому приміщенні торговельної школи, де восени 1939 р. було створено педагогічну школу. Певний час обидва заклади функціонували паралельно.
Першим директором інституту було призначено Ф. Плотницького — викладача педагогіки Станіславської педагогічної школи, його заступником — М. Шевченка.
Перший набір студентів здійснювався на історичний (декан Т. Великий), фізико-математичний (декан М. Король) та філологічний факультети з двома відділеннями — української мови й літератури та російської мови й літератури (декан Т. Шмулензон). Пізніше були створені річні підготовчі курси для вступу в інститут, де навчалися більше 50 осіб, а також річні та шестимісячні курси підготовки вчителів. Напередодні початку радянсько-німецької війни 1941—1945 рр. на стаціонарному, вечірньому й заочному відділеннях інституту навчалося 900 студентів. Викладацький колектив закладу складав 13–15 осіб. У вересня 1940 р. на роботу в інститут прибули ще 11 викладачів — випускників Київського університету ім. Тараса Шевченка.

### У роки радянсько-німецької війни
З окупацією Прикарпаття військовими частинами вермахту та їх союзниками функціонування учительського інституту було перервано, майно закладу розграбоване, а навчальний корпус спалений.
Сотні студентів і викладачів пішли на фронт у складі підрозділів Червоної армії, частина — евакуйована. По-різному склалися долі людей, що стояли біля витоків навчального закладу. Зокрема, перший декан філологічного факультету Л. Шмулензон, викладачі В. Чорний, Л. Березін, І. Поповський, Л. Насонов загинули в боях між Житомиром і Бердичевом. Перший декан історичного факультету П. Великий загинув під Сталінградом. Перший директор інституту Ф. Плотницький загинув у тюрмі гестапо в Умані. Деякі з тих, що залишилися живими, після війни продовжили роботу в інших закладах і установах.

### Відновлення роботи після війни
Після відновлення на Прикарпатті радянської влади розпочалася робота з відбудови учительського інституту, яку очолив призначений в. о. директора, декан фізико-математичного факультету М. Король. Поновили роботу три факультети: історичний, мовно-літературний і фізико-математичний (перші два об'єднані в один історико-філологічний факультет).
Новий навчальний рік розпочався 1 листопада 1944 р. у приміщенні на вул. Шевченка, 30, у наступному — на вул. Першотравневій, 8. (сучасні вул. Гординського). Водночас відбудовувався головний корпус на вул. Шевченка, 57. З довоєнного набору до занять повернулися тільки 13 осіб, поновлених на другому курсі інституту, ще 50 — зараховані на перший. Перші випускники отримали дипломи вчителів 5–7 класів у липні 1945 року, у 1947 році навчання завершили 33 слухачі заочного відділення.
Напередодні реорганізації учительський інститут очолював Т. Божко (1945—1949 роки). У закладі діяв стаціонарний і заочний відділ, що готували вчителів історії, української, російської мов і літератури, математики і фізики для 5–7 класів семирічної школи. Кількість студентів у 1949 р. складала 790 осіб, загальна чисельність випускників — 1457 учителів.

### Станіславський (Івано-Франківський) педагогічний інститут
Новий етап в історії навчального закладу розпочався у 1950-х роках. 4 серпня 1950 року постановою Ради Міністрів УРСР інститут реорганізовано в педагогічний. Почалася підготовка вчителів вищої кваліфікації.
Контингент нового набору на три факультети складав у 1950 році — 300 осіб. Випуск 1954 року нараховував 258 вчителів з вищою освітою. Поступово вирішувалася кадрова проблема. На 1956 рік у навчальному закладі працювало 79 викладачів, з них — 21 кандидат наук, доцент. Водночас зміцнювалася навчальна база, відкривалися нові кафедри, кабінети й лабораторії. Фонд бібліотеки збільшився учетверо — з 38 тис. книг у 1951 році до 167 тис. у 1958 році. 1955 року відбулося об'єднання Станіславського педагогічного і Коломийського учительського інститутів.
Проблема комплектування учителями сільських шкіл Прикарпаття зумовила в середині 1950-х років перехід навчального закладу до підготовки фахівців широкого профілю, які викладали кілька предметів. Термін навчання складав п'ять років. У наступні роки зросла кількість факультетів. Директорами інституту в цей час були К. Швецов (1950—1953), Г. Гречух (1953—1956), І. Шевченко (1956—1957), заступником з навчально-наукової роботи впродовж цього часу — С. Гуцало.
У 1962 році інститут повертається до підготовки фахівців за однією спеціальністю. Наступного, 1963 р., на базі закладу, заходами Чернівецького університету, відкрито загальнонауковий факультет (поряд з історико-філологічним, фізико-математичним і педагогіки початкової освіти). Мета нового підрозділу полягала в забезпеченні отримання вищої освіти за місцем проживання студентів-заочників, без їх відриву від виробництва. На 1965 рік контингент студентів тут склав понад 1600 осіб. Усього у 1965 році в інституті навчалося понад 4 тис. студентів.
Зростала чисельність і викладацького колективу. Якщо у 1961/1962 навчальному році в інституті працювали 94 викладачі (з них 27 кандидатів наук, доцентів), то у 1963/1964 навчальному році — 134 викладачі (29 кандидатів наук, доцентів). Поступово розгорталася наукова діяльність закладу. З 1956 року виходили друком «Наукові записки» інституту. До 1965 року кандидатські дисертації захистили 23 викладачі, що, безперечно, зовсім небагато. Однак на той час і в тих умовах це мало неабияке значення для становлення навчального закладу. До наукової роботи активно залучалися кращі студенти. У 1952 році в інституті відбулася перша студентська наукова конференція, на якій з повідомленнями виступили кілька студентів. З того часу вони відбувалися щорічно, зростала й кількість студентів-учасників. Кращі з них згодом захистили власні дисертації та поповнили викладацький колектив (Б. Василишин, М. Лесюк, Д. Фреїк, П. Федорчак, Ю. Томин, І. Іванцев та ін.).
У середині 1960-х років хвиля політичних арештів українських дисидентів-шістдесятників, які виступали проти русифікації, політичного безправ'я, за реальний державний суверенітет України, не оминула й Івано-Франківський педагогічний інститут. Викладач новітньої історії Валентин Мороз, який працював у закладі лише один навчальний рік, 31 серпня 1965 р. не вийшов на роботу через затримання слідчими органами. Суд, організований в Луцьку, виніс вирок: чотири роки таборів суворого режиму за «антирадянську агітацію і пропаганду».
Попри різну оцінку подій другої половини 1960-х — першої половини 1980-х роках їх моральну атмосферу, здобутки і недоліки, досягнення і негативні явища, цей час в діяльності Івано-Франківського педінституту не можна назвати періодом суцільного «застою», стагнації або зупинки в розвитку. Навчальний заклад надалі опікувався вихованням і підготовкою молодого покоління майбутніх педагогів. Керівництво інститутом здійснювали кандидат філософських наук, доцент В. Кравець (1957—1967), кандидат економічних наук, професор О. Устенко (1967—1980), доктор історичних наук, професор І. Васюта (1980—1982), кандидат фізико-математичних наук, доцент І. Кучерук (1982—1986).
У 1966 р. завершилося будівництво навчального корпусу по вул. Шевченка, 57, бібліотеки, спортивного залу, для студентів збудовано новий гуртожиток.
Пам'ятною датою в історії Івано-Франківського педагогічного інституту стало 5 січня 1971 року, коли навчальному закладу було присвоєно ім'я видатного українського письменника Василя Стефаника.
Формувалися нові структурні підрозділи інституту, напрями підготовки студентів. Так, у 1966 році відкрито музично-педагогічний факультет, який готував учителів музики та співів для середніх шкіл. У 1975 р. зі складу філологічного факультету виділився окремий факультет іноземних мов. Важливих зміни зазнавали інші факультети, поступово розширювалися напрями підготовки студентів, кадровий склад і кваліфікаційний рівень викладачів. У 1969 році з історико-філологічного виділилися окремі історико-педагогічний та філологічний факультети. Цього ж 1969 року закладено науково-дослідне поле площею десять гектарів, де проводилися експериментальні дослідження в галузі генетики, селекції та насінництва. Нові наукові школи з актуальних напрямів сучасної фізики склалися на фізико-математичному факультеті. З 1974 р. тут розпочалися астрономічні дослідження.
З початком перебудови в середині 1980-х років розпочався новий період у житті інституту. У цей час заклад очолив професор В. Кононенко (1986—2005). Насамперед значно зміцнилася матеріальна база інституту. Введено в дію новий аудиторний корпус, актовий зал і бібліотеку, а у 1988 році — восьмиповерховий навчальний корпус гуманітарних факультетів. У розпорядженні інституту перебувало 195 лабораторій, навчальних кабінетів та аудиторій, активізувався процес впровадження новітніх засобів, комп'ютеризація навчання. Це дозволило змінити організацію навчального процесу. Вперше за багато років інститут перейшов на роботу в одну зміну. Розпочалося оновлення самого змісту вищої освіти, пошуку нових, ефективніших форм і методів навчання. Скорочено лекційні курси з навчальних дисциплін, натомість збільшено кількість спецкурсів, спецсемінарів, факультативів, право вибору яких належить студентам. У 1987 році відкрито новий факультет — художньо-графічний, що готував учителів образотворчого мистецтва, креслення, праці. Зміцнювався зв'язок вищої педагогічної освіти зі школою. Інститут став ініціатором створення навчально-науково-методичного комплексу, до якого увійшли, як структурні підрозділи педінституту, школа-лабораторія № 23, дитячий садок і дитячий спортивно-оздоровчий табір «Зірка» (нині «Смерічка»). У 1988 році інститут став навчальним закладом першої категорії і кількість його студентів уперше перевищила 5,5 тис. осіб, а чисто спеціальностей, за якими здійснювалась підготовка фахівців на семи факультетах, досягло шістнадцяти.
У 1990 році Івано-Франківський педагогічний інститут імені Василя Стефаника відзначив своє 50-річчя, що дозволило підсумувати, осмислити досягнення й визначити перспективи. Так, за піввікову історію заклад підготував близько 30 тис. учителів, із них понад 10 тис. працювали в школах Прикарпаття, забезпечив перепідготовку 14 тис. освітян. Більше сотні випускників було залучено до науково-педагогічної роботи в своїй «альма-матер», із них 45 мали наукові ступені й звання.

### За незалежної України
За ініціативою і проханням колективу навчального закладу 26 серпня 1992 р. Перший Президент України Леонід Кравчук підписав Указ про створення на базі Івано-Франківського державного педагогічного інституту Прикарпатського університету імені Василя Стефаника. На той час навчальний заклад за своїм науковим потенціалом давно вийшов на одне з провідних місць серед педагогічних закладів України. На його 36 кафедрах навчально-виховну та науково-дослідну роботу здійснювали 240 штатних викладачів, серед яких налічувалося 20 докторів, професорів, 181 кандидат наук, доцент. Значна частина з них і до цього вже працювала на рівні університетських стандартів, забезпечувала значно глибші знання, ніж того вимагав педінститут. Студентський колектив університету складали 3950 студентів стаціонару і 2400 заочного відділення. У 1991 році на базі Прикарпатського університету імені Василя Стефаника була відкрита постійно діюча аспірантура, а у 1994 році — докторантура.
У 1994 році в університеті створено відділ регіональних проблем Інституту політичних і етнонаціональних досліджень НАН України та Прикарпатського університету імені Василя Стефаника, а через два роки — Науково-дослідницький інститут українознавства.  У 1999 р. почали працювати Фізико-хімічний інститут, інститут та педагогічний коледж у місті Коломиї.
Власне п'ятиліття університет зустрів у 1997 році вже маючи у своєму складі 7 тисяч студентів і здійснюючи підготовку молодих фахівців для незалежної України з 22 спеціальностей. Створено низку нових факультетів: юридичний, економічний, філософський, природничий, довузівської підготовки, післядипломної освіти, фізичного виховання. Введено нові спеціальності, дефіцит фахівців з яких гостро відчувався в регіоні. Це правознавство, фінанси і кредит, облік і аудит, психологія, релігієзнавство, польська філологія, хімія, біологія, декоративно-ужиткове мистецтво, дизайн, фізичне виховання, соціальна педагогіка.
У 2001 році на базі педагогічного факультету почав діяти Педагогічний інститут, а на базі художньо-графічного та музично-педагогічного факультетів — Інститут культури і мистецтв, пізніше — Інститут мистецтв. З 2002 року запрацював Юридичний інститут, створений на базі однойменного факультету, а через рік відкрив свої двері для студентів Інститут туризму.
Враховуючи вагомий внесок Прикарпатського університету у підготовку висококваліфікованих фахівців, плідну наукову та науково-педагогічну працю колективу, 21 серпня 2004 року згідно з Указом Президента України № 958 від  21 серпня 2004 р. та за наказом Міністерства освіти і науки України № 718 від 13 вересня 2004 року Прикарпатському університету імені Василя Стефаника надано статус національного.
У 2005 році ректором університету обрано доктора фізико-математичних наук, професора Б. Остафійчука. Цього ж року в університетській Науковій бібліотеці створено відділ комп'ютерного забезпечення, а на базі історичного факультету почав діяти Інститут історії і політології. При кафедрі фізичної реабілітації факультету фізичної культури і спорту створено науково-дослідну лабораторію. Через рік запрацював окремий підрозділ університету — Юридичний коледж. У складі Центру інформаційних технологій почав діяти видавничо-інформаційний відділ, у Юридичному інституті створено кафедру трудового, екологічного та аграрного права; на факультеті математики та інформатики — кафедру статистики та вищої математики. У 2008 році в університеті відкрито Центр дзвонарства та Науково-дослідний центр «Психологія розвитку особистості».
У 2009 році на базі Прикарпатського національного університету за сприяння Агентства міжнародного розвитку США (CRDF) і Міністерства освіти і науки України в рамках двосторонньої програми Співробітництва у науково-технічних дослідженнях та освіті (CREST) був створений науково-освітній центр «Наноматеріали в пристроях генерації та накопичення енергії». Фінансування Центру здійснювалось CRDF та Міністерством освіти та науки на паритетних засадах.  Центр є першим, який  був підтриманий Агентством міжнародного розвитку США. Програма мала на меті прискорити перехід України до економіки  знань на основі посилення науки та вищої освіти в Україні.
У 2010 році створено лабораторію статистичного аналізу, в Інституті туризму почала діяти кафедра туризмознавства і туристичних спеціалізацій, а в Інституті історії і політології відкрито кафедру іноземних мов і перекладу та кабінет нумізматики. У структурі науково-дослідної частини університету почав діяти Центр інноваційної діяльності та трансферу технологій. Відкрито спортивно-культурний комплекс «Олімп». Через рік створено Навчально-наукову лабораторію вуглецевих наноматеріалів та суперконденсаторів.
У квітні 2012 року ректором обрано доктора політичних наук, професора І. Цепенду. Розширюється навчальна та наукова база навчального закладу, збільшується його науковий потенціал, створюються нові напрямки підготовки, спеціальності та освітні програми. Так, у 2016 році відкрито кафедру військової підготовки. Відділ виховної роботи реорганізовано у відділ виховної та психолого-педагогічної роботи. Створено Навчально-науковий інститут післядипломної освіти та дистанційного навчання. Розпочав роботу відділ ліцензування та акредитації, створено відокремлений структурний підрозділ "Івано-Франківський коледж ДВНЗ «Прикарпатський національний університет імені Василя Стефаника» (з 202 року — Відокремлений структурний підрозділ «Івано-Франківський фаховий коледж Прикарпатського національного університету імені Василя Стефаника»).
У 2013 році створено Навчально-наукову лабораторію дослідження проблем політики в сфері боротьби зі злочинністю Прикарпатський національний університет імені Василя Стефаника, Науково-дослідного інституту вивчення проблем злочинності імені академіка В. Сташиса Національної академії правових наук України. У цьому ж році запрацював національний контактний пункт програми ЄС Горизонт 2020 за напрямком «Нанотехнології, сучасні матеріали та передові сучасні виробництва». З 2014 р. на факультеті філології функціонує кафедра журналістики, на природничому факультеті (тоді — інституті) створено Навчально-наукову лабораторію біологічної екології.
У 2017—2019 роках в університеті пройшли акредитацію 15 освітніх програм другого (магістерського) та 37 програм першого (бакалаврського) рівнем вищої освіти за моделлю Національного агентства із забезпечення якості освіти. З 2019 року окремі підрозділи університету здобули право надання освітніх послуг іноземцям та особам без громадянства, ліцензовано такий вид освітньої діяльності як перепідготовка і підвищення кваліфікації педагогічних працівників.
З 2016 року з метою підвищення якості підготовки фахівців в університеті активізовано роботу з моніторингу якості освіти, однією з форм якого є зрізи залишкових знань (у 2020 році створено спеціальний Центр забезпечення якості). Напрацюванням ефективної системи внутрішнього забезпечення якості важлива нормативно-правова та методична база, напрацюванням якої з 2013 р. займається Науково-методична рада університету.
З 2017 року для всебічного аналізу навчального процесу, автоматичного обрахунку навчального навантаження впроваджено комп'ютерну програму АСУ «Деканат».
Упродовж 2012—2019 років науковцями університету виконано 43 фундаментальних, 36 прикладних досліджень, 16 госпдоговорів. Найбільш ефективними фундаментальними дослідженнями в цей період стали проєкти під керівництвом В. І. Лущака, А. В. Завгороднюка, Л. І. Никируй, В. О. Коцюбинського, П. І. Федорука, З. С. Карпенка та ін., а також європейські програми Erasmus+, декілька університетських стартапів. Останні реалізуються завдяки роботі підрозділів університету з питань комерціалізації наукових розробок: Центру впровадження навчально-наукових результатів; відділу з питань захисту навчально наукових результатів; Наукового парку «Прикарпатський університет».
Серед міжнародних і державних інвестиційних проектів «Будівництво Міжнародного центру зустрічей студентської молоді України та Республіка Польща»; міжнародний науковий центр «Обсерваторія» Прикарпатського національного університету імені Василя Стефаника та Варшавського університету; проект «Collegium Carpathicum — перспективи для країн, які не є членом ЄС»; Instrumental Access, створення проєктно-освітнього центру розвитку інновацій та інвестицій в регіоні (Проєктно-освітній центр «Агенти змін»).
Прикарпатський національний університет імені Василя Стефаника є дійсним членом міжнародних організацій та об'єднань. Зокрема, у 2018 році навчальний заклад приєднався до Великої хартії університетів (Magna Charta Universitatum). Університет має великий досвід співпраці з науковими та навчальними закладами світу, зокрема ЄС, США та Азії. Вченими університету вдається активно брати участь у реалізації міжнародних науково-освітніх проектів. Так, у 2019 році науковці університету брали участь у 12 міжнародних освітніх проектах і програмах. Важливим завданням університету є активізація грантової роботи.
Результатами міжнародної співпраці є також навчання студентів у країнах Євросоюзу та отримання ними дипломів європейського зразка, організація конференцій, проведення досліджень та публікація у міжнародних виданнях. Окремі підрозділи університету реалізують 11 програм подвійних дипломів з провідними університетами Республіки Польща: Ряшівським університетом (Ряшів), Краківською гірничо-металургійною академією імені С. Сташица (Краків), Поморською Академією (Слупськ), Студіум Східної Європи Варшавського університету (Варшава) та ін., а також програми академічної мобільності Erasmus+, Mobilite Direct, іншим види співпраці в рамках діючих угод. Загалом, упродовж 2012—2018 років, 813 студентів університету перебували у закордонних відрядженнях у рамках угод про наукову та культурну співпрацю.
Викладачі та студенти університету брали участь у Революції Гідності в Києві, у протестних акціях в обласному центрі та інших населених пунктах області. Одним з героїв Небесної Сотні став студент Роман Гурик, який отримав звання «Герой України» посмертно. У жовтні 2014 р. перед центральним корпусом університету встановлено пам'ятний обеліск студентам і викладачам, які загинули у боротьбі за незалежність України.

## Студентський Сенат
З 2004 року в Університеті діє орган студентського самоврядування — Студентський Сенат. Сенат включає представників всіх інститутів та факультетів ПНУ, які безпосередньо реалізують діяльність сенату в своєму інституті та до яких можна звернутись з питань, які цікавлять студента.
ОСС організовує культурні заходи «Галицький Бал», «Міс Педагогічного», «Міс Першокурсниця», КВН «Кубок ректора ПНУ» та інші розвивальні та благодійні заходи.
Очільником Студентського Сенату з листопада 2019 є Вікторія Вовк.
з 2025 Вікторія Савчин обіймає посаду голови сенату 

## Відомі люди

### Ректори
- 2012 — Цепенда Ігор Євгенович
- 2005—2012 — Остафійчук Богдан Костянтинович
- 1986—2004 — Кононенко Віталій Іванович
- 1982—1986 — Кучерук Іван Метрофанович
- 1980—1982 — Васюта Іван Кирилович
- 1967—1980 — Устенко Олександр Андрійович
- 1957—1967 — Кравець Василь Мусійович
- 1956—1957 — Шевченко Іван Гнатович
- 1953—1956 — Гречух Григорій Теодорович
- 1950—1953 — Швецов Костянтин Іванович
- 1949—1950 — Буяло Віктор Андрійович
- 1945—1949 — Божко Трохим Захарович
- 1944—1945 — Король Микола Олексійович
- 1940—1941 — Плотницький Федір Іванович

### Почесні доктори
- Марцін Якуб Паліс[pl] — польський хімік, викладач, габілітований (професор) доктор хімічних наук, професор університету та ректор Варшавського університету (2012—2020), член правління Асоціації європейських університетів. Почесний доктор Університету з 2020 р.
- Микола Романович Литвин — український історик, директор Інституту українознавства ім. І. Крип'якевича НАН України (2010—2018), професор, доктор історичних наук, Заслужений діяч науки і техніки України, голова Львівської обласної організації Національної спілки краєзнавців України. Почесний доктор Університету з 2017 р.
- Роман Дрозд — польський історик українського походження, доктор (габілітований) історичних наук, професор, ректор Поморської академії в Слупську (2008—2016), завідувач кафедри Східної Європи, віце-президент Об'єднання українців у Польщі (2004—2009), президент Українського історичного товариства в Польщі. Почесний доктор Університету з 2016 р.
- Олександр Євгенович Лисенко — доктор історичних наук, професор, завідувач відділу історії України періоду Другої світової війни Інституту історії України НАН України, член правління Національної спілки краєзнавців України. Почесний доктор Університету з 2015 р.
- Світлана Олександрівна Алексієвич — білоруська російськомовна письменниця та публіцистка українського походження. Лауреатка Нобелівської премії з літератури за 2015 р. Почесний доктор Університету з 2015 р.
- Юрій Іванович Макар — історик, доктор історичних наук, професор, завідувач кафедри міжнародних відносин Чернівецького національного університету ім. Ю.Федьковича, заслужений діяч науки і техніки України (2001). Почесний доктор Університету з 2015 р.
- Олександра Євгенівна Гнатюк — польська дослідниця в галузі українознавства, перекладачка та популяризаторка української літератури, співробітниця Інституту славістики Польської Академії Наук, професор НаУКМА, голова Товариства промоції української культури в Польщі та польської в Україні. Почесний доктор Університету з 2015 р.
- Тадеуш Смолка — польський геолог, доктор технічних наук, професор, інженер, ректор Гірничо-металургійної академії ім. Станіслава Сташиця (2012—2020). Почесний доктор Університету з 2015 р.
- Ельжбета Скорупська-Рачинська — польська філологиня, професор гуманітарних наук, професор Академії ім. Якуба з Парадижа у Гужові Великопольському, ректор з 2011 р., фахівець з історії польської мови та мовознавства. Почесний доктор Університету з 2014 р.
- Щепан Білінський[pl] — польський зоолог, професор природничих наук, декан факультету біології та наук про землю, проректор з міжнародних досліджень і співробітництва Ягеллонського університету (2005—2012), дійсний член, генеральний секретар Польської академії наук з 2015 р. Почесний доктор Університету з 2014 р.
- Катажина Халасінська-Мацуков — польська вчена-фізик й академічна викладачка, професор фізичних наук, ректор Варшавського університету (2005—2012), голова Конференції ректорів академічних шкіл у Польщі (2008—2012). Почесний доктор Університету з 2013 р.
- Ян Маліцький — польський історик, опозиційний активіст і журналіст підпільних видавництв часів ПНР, директор Студій Східної Європи, почесний доктор Університету з 2013 р.

### Відомі випускники
- Іван Михайлович Андрусяк — поет, дитячий письменник, літературний критик, перекладач.
- Володимир Васильович Андрушко — педагог, письменник, публіцист, громадсько-політичний діяч, в'язень радянських таборів.
- Михайло Франкович Бродович — дипломат, Надзвичайний і повноважний посол України.
- Микола Миколайович Вегеш — історик, доктор історичних наук, професор, ректор Ужгородського національного університету (2005—2012).
- Юрій Павлович Винничук — письменник, журналіст, редактор.
- Михайло Миколайович Вівчарик — доктор політичних наук, професор, історик, академік Української академії політичних наук.
- Олена Василівна Вінтоняк — юрисконсульт, політик, народний депутат України (9-го скликання).
- Ігор Федорович Дмитрів — учасних, захисник Євромайдану, застрелений снайпером на вул. Інститутській у Києві. Герой України.
- Володимир Львович Єшкілєв — прозаїк, поет, есеїст, кінодраматург і сценарист.
- Микола Михайлович Закович — науковець (філософ, релігієзнавець, культуролог), доктор філософських наук, професор.
- Володимир Атаназійович Качкан — історик, теоретик української культури та етнокультури, доктор філологічних наук, професор, академік АН ВШ України.
- Михайло Юрійович Косило — педагог, краєзнавець, директор Івано-Франківського обласного центру туризму і краєзнавства учнівської молоді, голова Івано-Франківської обласної організації Національної спілки краєзнавців.
- Юрій Михайлович Кузбит — адвокат, директор адвокатської компанії, народний депутат України (9-го скликання).
- Віталій Миколайович Максименко — український дипломат. Генеральний консул України в Кракові.
- Таня Малярчук — письменниця та публіцистка, майстриня історичної прози.
- Степан Васильович Процюк — письменник, прозаїк, есеїст.
- Едуард Петрович Прощук — підприємець і політик, народний депутат України (9-го скликання).
- Степан Григорович Пушик — письменник, літературознавець, фольклорист, журналіст і громадсько-політичний діяч.
- Дмитро Вікторович Пацино (1989—2014) – молодший сержант міліції, загинув під Іловайськом.
- Богдан Йосипович Пташник — український учений-математик. Доктор фізико-математичних наук, професор, член-кореспондент НАН України.
- Марина Василівна Рибачук – українська художниця, член Національної спілки художників України.
- Оксана Василівна Савчук — політична діячка, секретар Івано-Франківської міської ради, народний депутат України (9-го скликання).
- Олександр Миколайович Семашко — науковець-соціолог, культуролог, українознавець, доктор філософських наук.
- Олександр Максимович Сич — політик, голова Івано-Франківської обласної ради, народний депутат України (7-го скликання), віце-прем'єр-міністр України (2014 р.).
- Ігор Ярославович Соляр — доктор історичних наук, старший науковий співробітник, директор Інституту українознавства ім. І.Крип'якевича НАН України.
- Павло Іванович Федорук (1972—2013) — науковець-кібернетик, доктор технічних наук, професор, академік Академії технологічних наук України, проректор з питань науки Університету (2012—2013).
- Євгеній Миколайович Фербей — заступник голови Івано-Франківської ОДА (серпень 2020 — квітень 2021 рр.), керівник апарату прем'єр-міністра України (з квітня 2021 р.).
- Дмитро Михайлович Фреїк — український учений у галузі напівпровідникового матеріалознавства, доктор хімічних наук.
- Ігор Павлович Фріс — правознавець, нотаріус, заслужений юрист України, кандидат юридичних наук, доктор філософії в галузі права, народний депутат України (9-го скликання).
- Роман Тарасович Чернега — політик, народний депутат України (7-го скликання), голова Державної служби України з питань праці.
- Роман Шеремета — науковець-економіст, доктор філософії, доцент кафедри економіки Школи менеджменту Везерхед при Університеті Кейс Вестерн Резерв (США), науковий співробітник в Інституті Економічної Науки.
- Феогност (Бодоряк) — єпископ Богородчанський Православної Церкви України.
- Богдан Розвадовський (SadSvit) — музикант в жанрі Ukrainian Indie.

## Нагороди та репутація
У 2020 році Прикарпатський національний університет імені Василя Стефаника вдруге отримав почесне звання «Лідер інновацій в освіті». Конкурс на його отримання відбувся у Києві в рамках XII Міжнародної виставки «Інноватика в сучасній освіті» та XI Міжнародної виставки World Edu. Представлену на конкурсі роботу «Інноваційні інструменти вдосконалення системи внутрішнього забезпечення якості освітньої діяльності і якості вищої освіти на основі моделі процесів PDCA» (автори — Р. Запухляк, М. Кузя, Т. Остафійчук, Н. Павлюк) відзначено почесною нагородою. Спеціальною Подякою за вагомий внесок і активну організаторську діяльність з інноваційного розвитку освіти відзначено ректора університету І. Цепенду, а за розробку і впровадження інноваційних педагогічних технологій — проректорку з наукової роботи В. Якубів.
У рамках міжнародної виставки «Освіта та кар'єра 2021», організаторами якої організували яку ВГО Товариство «Знання» України за участі МОН України та НАПН України, Прикарпатський університет отримав Гран-Прі в номінації «Науково-дослідна діяльність закладу вищої освіти» та нагороджений почесним званням «Лідер наукової та науково-технічної діяльності» (автори конкурсної роботи — В. Якубів, І. Галущак, Л. Никируй І. Ясінська).
- 2025 — один із 61 українських ВНЗ у списку найкращих університетів світу за версією SCImago Institutions Rankings (Іспанія)[18]